# Баньоль (Од)
Баньо́ль (фр. Bagnoles) — коммуна во Франции, находится в регионе Лангедок — Руссильон. Департамент коммуны — Од. Входит в состав кантона Конк-сюр-Орбьель. Округ коммуны — Каркасон.
Код INSEE коммуны — 11025.

## Население
Население коммуны на 2008 год составляло 200 человек.
| 1962 | 1968 | 1975 | 1982 | 1990 | 1999 | 2008 |
| ---- | ---- | ---- | ---- | ---- | ---- | ---- |
| 197  | 210  | 211  | 216  | 198  | 188  | 200  |

## Экономика

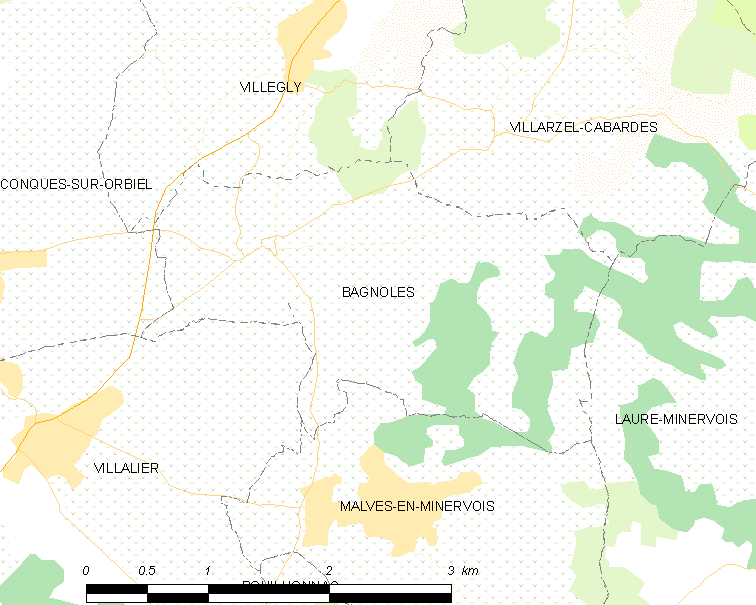
Карта коммуны

В 2007 году среди 112 человек в трудоспособном возрасте (15—64 лет) 92 были экономически активными, 20 — неактивными (показатель активности — 82,1 %, в 1999 году было 63,1 %). Из 92 активных работали 84 человека (45 мужчин и 39 женщин), безработных было 8 (2 мужчин и 6 женщин). Среди 20 неактивных 2 человека были учениками или студентами, 14 — пенсионерами, 4 были неактивными по другим причинам.